# Liceo Gregorio Cordovez
El Liceo Gregorio Cordovez, también conocido como Liceo de La Serena o Liceo de Coquimbo y, antiguamente, como Liceo de Hombres de La Serena, es un establecimiento de educación municipalizada de la ciudad de La Serena, Chile, que imparte la modalidad de educación general básica —únicamente 7.º y 8.º básico— y de educación media científico-humanista.
Es el más antiguo liceo de dicha ciudad y el segundo más antiguo de Chile —siendo sólo superado por el Instituto Nacional de Santiago—. Fue creado el 7 de abril de 1821 por decreto del Director Supremo Bernardo O'Higgins.
Este liceo destaca por haber formado durante el siglo XIX e inicios del XX a varios de los personajes más ilustres de la entonces provincia de Coquimbo —hoy Región de Coquimbo— e incluso del país, destacando un presidente de la República, tres vicepresidentes, más de una decena de ministros de estado, dos presidentes de la Corte Suprema de Justicia, tres comandantes en jefe de las fuerzas armadas, diversos premios nacionales de Literatura, Teatro, Ciencias y Educación, intendentes provinciales y regionales, y varios alcaldes, entre otros.
Además en sus instalaciones se creó en 1828 el primer periódico que tuvo la región y uno de los más antiguos del país, llamado El Minero de Coquimbo.

## Historia
El Liceo de Hombres Gregorio Cordovez de La Serena, fue fundado el 7 de abril de 1821 por decreto de la República firmado por Bernardo O'Higgins, director supremo de Chile, cristalizando los esfuerzos del censor del cabildo serénense Gregorio Cordovez del Caso, de Francisco Varela, procurador, de José Ignacio Cienfuegos gobernador del Arzobispado y del Senado de la República que legalizara la conmutación del testamento de José Arviñas y Zavala, por la creación de un colegio para varones.
En él se declara: "Debe procederse al establecimiento del Instituto Nacional Departamental de Coquimbo, situándose en la capital de la Provincia, siguiendo su plan y formación a la del Instituto Nacional de Santiago". A diferencia de este, de orientación humanista, y de acuerdo a la visión del Estadista que Libertador propiciaba a crear una cátedra de química y otro de mineralogía, cuyos conocimientos eran necesarios en la Provincia de Coquimbo.
Para ello las autoridades encargan a Charles Lambert la contratación del personal idóneo en Europa para llevar a cabo dicha tarea, recayendo tal responsabilidad en Ignacio Domeyko, sabio polaco exiliado en París, que en 1838 pasa a dirigir el Instituto San Bartolomé en La Serena.

## Organización

### Rectores
- Pbto. Juan Nicolás Varas (1821)
- Pbto. José Joaquín Loza
- Francisco Rodríguez Piedra
- Pbto. Juan Nepomuceno Meri
- Fray Benito Gómez
- Pedro Cantournet
- Fray Sebastián Manubens (1842)
- Pbto. Ramón Sabate (1844) - Interino
- Tomás Zenteno (1844)
- José Ravest (1851)
- Tomás Zenteno
- Manuel Cortés
- Miguel Saldías (1854)
- Juan de Dios Pení (1859)
- Tomás Zenteno (1866)
- Gabriel Izquierdo (1866)
- Pedro José Gorroño  (1868)
- Pedro Prendez Murúa (1878)
- Rafael Minvielle Lamanette (1879)
- Felipe Herrera Aguirre (1891-1886)
- Medoro Padevilla (1893)
- Eliseo Peña Villalón (1900)
- Roberto Ochoa Ríos (1926)
- Jorge Miranda Herrera (1930-1954)
- Eduardo Campos Pinto (1955- 1958)
- Leonidas Troncoso (1963)
- Sergio Cabezas (1970-1986))
- Adolfo Ramos Altamirano (1987)
- Juan Muñoz Barrera (1990-2010)
- José Araya Vergara (2010-2015)
- Oriana Mondaca Rivera (2016-2017)
- Mario Rojas Rojas (2018-2022)
- José Miguel Sansana Carrillo (2023-hoy)

## Dependencias

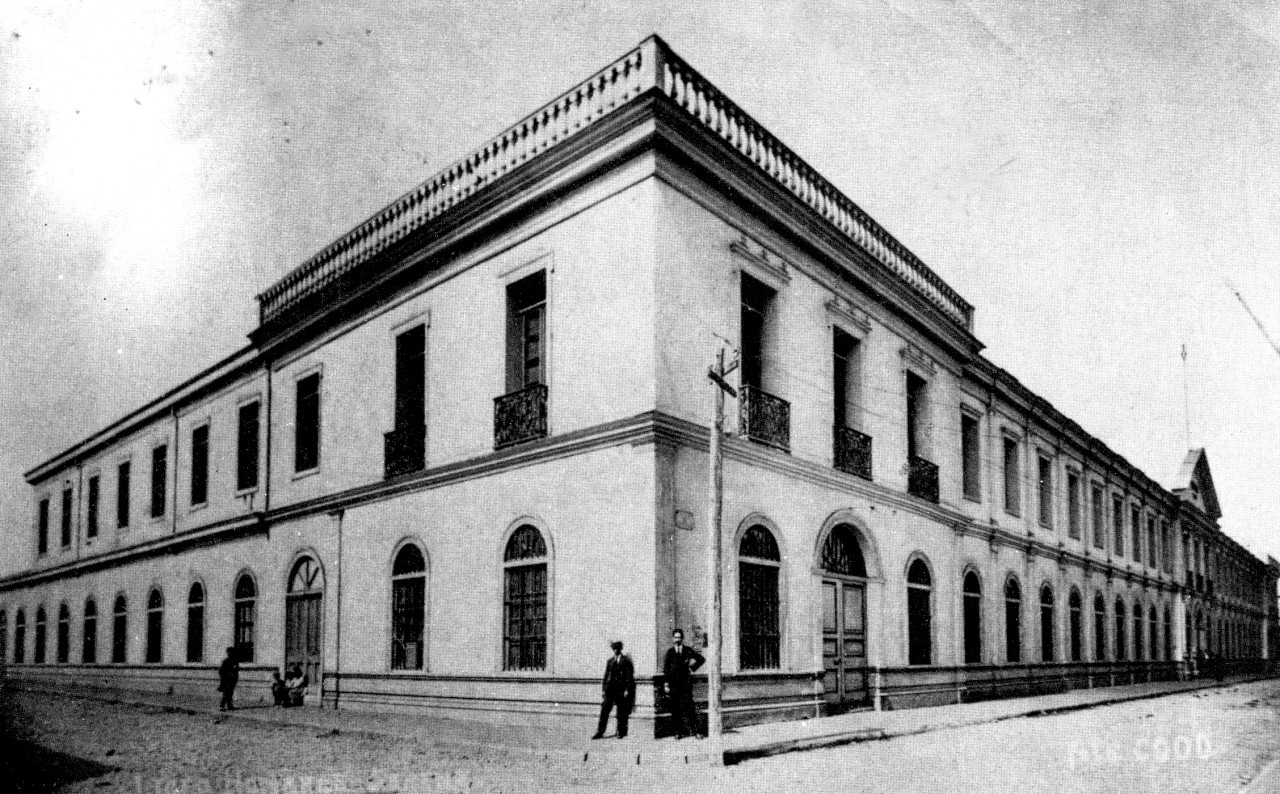
«Liceo de Hombres La Serena», a mediados del siglo XIX

En 1821 comenzó a funcionar en el claustro de la iglesia Santo Domingo y luego entre 1825 a 1869 en la Casa de Ejercicios Espirituales del Convento San Agustín. En 1869 ocupa el edificio de estilo neoclásico(ver fotografía costado inferior), ubicado en el sector norte de la planta actual del establecimiento. 
Con el desarrollo del Plan Serena, durante el gobierno de Gabriel González Videla se le anexó el Internado, que se ubica en el ala sur de la actual planta. En la década de los 60 se demuele el antiguo edificio y se reemplaza por el actual.

## Exalumnos y exdocentes
A lo largo de sus años de existencia, importantes personalidades de la vida nacional y local —de la antigua provincia de Coquimbo o la actual región de Coquimbo—, han pasado por las aulas del Liceo Gregorio Cordovez. 
Dentro del grupo de exalumnos, entre otros, destacan un presidente de la República, tres vicepresidentes, más de una decena de ministros de estado y parlamentarios, dos presidentes de la Corte Suprema de Justicia, tres comandantes en jefe de las fuerzas armadas, diversos intendentes provinciales y regionales, y varios alcaldes, entre otros.
Además, exalumnos han destacado en diversos oficios, disciplinas y profesiones, o han obtenido importantes cargos en el gobierno, la administración pública o el sector privado en Chile.
Presidentes de la República y vicepresidentes
- Gabriel González Videla (1946-1952)
- Bartolomé Blanche (1932)
- Jerónimo Méndez Arancibia (1942)
- Juan Antonio Iribarren (1946)

### Comandantes en jefe de las fuerzas armadas
- Bartolomé Blanche, comandante en Jefe del Ejército
- Julio Allard Pinto, comandante en jefe de la Armada
- Oscar Herreros Walker, general del Aire, comandante en jefe de la FACH.

### Contralores generales de la República
- Gustavo Sciolla Avendaño, contralor general de la República (2002-2006)

### Ministros de Estado
- Arturo Maschke Tornero, ministro de Hacienda. Además, fue presidente del Banco Central
- Antonio Viera Gallo, ministro de Hacienda.
- Enrique Molina Garmendia, ministro de Educación Pública de Chile. Además, fue el fundador y primer rector de la Universidad de Concepción
- Luis Aníbal Barrios Ugalde, ministro de Hacienda. Además, fue director del Banco Central
- Pedro Álvarez Suárez, ministro de Comercio y Abastecimientos
- Humberto Álvarez Suárez, ministro de Justicia, ministro del Interior.
- Luis Vicuña Cifuentes, ministro de Guerra y Marina
- Ernesto Hubner Bermúdez, ministro de Hacienda
- Francisco Cereceda Cisternas, ministro de Educación y de Fomento
- Benjamín Vivanco Toro, ministro de Educación y de Fomento
- Fidel Muñoz Rodríguez, ministro de Obras Públicas y de Hacienda
- Ciro Álvarez Brucher, ministro de Tierras y Colonización (Bienes Nacionales)
- José Alfonso Cavada, Ministro de Relaciones Exteriores
- Adolfo Valderrama Sáenz de la Peña, Ministro de Justicia, Culto e Instrucción Pública
- José Antonio Gómez Urrutia, ministro de Justicia, ministro de Defensa

### Intendentes y alcaldes
- Francisco Bascuñán Guerrero, intendente de las provincias de Santiago, Arauco y Aconcagua
- Jorge Salamanca Valdivia, Intendente de la provincia de Santiago
- Antonio Alfonso Cavada, Intendente de la provincia de Coquimbo y alcalde de La Serena
- Pedro Pablo Muñoz, Intendente de la provincia de Coquimbo.
- Luis Guastavino, Intendente de la Región de Valparaíso
- Ricardo Cifuentes Lillo, Intendente de la Región de Coquimbo
- Guillermo Edwards Garriga, regidor de Santiago
- Eugenio Munizaga, alcalde de La Serena
- Alfonso Juan-Oliver Orrego, alcalde de Coquimbo
- Raúl Saldívar Auger, alcalde de La Serena
- Nicolás Marambio Montt, alcalde de La Serena

### Parlamentarios
- José Antonio Valdés Munizaga
- Julio Pinto Riquelme, Diputado
- Arístides  Martínez Cuadros, presidente del Senado
- Humberto Álvarez Suárez, presidente y vicepresidente del Senado
- Isauro Torres Cereceda, vicepresidente del Senado
- Julio Mercado Illanes, presidente de la Cámara de Diputados
- Hugo Miranda Ramírez, presidente de la Cámara de Diputados. Además, fue el primer delegado de Chile a la Asamblea General de la Organización de las Naciones Unidas.
- Cipriano Pontigo

Presidentes y ministros de la Corte Suprema de Justicia
- José Alfonso Cavada, presidente de la Corte Suprema
- Milton Juica, presidente de la Corte Suprema
- Felipe Herrera Aguirre

### Literatos
- Braulio Arenas Premio Nacional de Literatura (1984)
- Victor Domingo Silva Premio Nacional de Literatura (1954) y de Teatro (1959)
- Fernando Binvignat
- Manuel Magallanes Moure
- Paulo San Páris(seudónimo de Hugo Godoy Martínez)Poeta y profesor de la institución (2011)

#### Periodistas
- Tito Peralta Castillo, Premio Nacional de Periodismo (2001).
- José Joaquín Vallejo, escritor, periodista y político.
- Mario Planet

Científicos
- Hermann Niemeyer, Premio Nacional de Ciencias (1983)

#### Diplomáticos
- Marcial Martínez Cuadros, Doctor en leyes, ministro plenipotenciario de Chile en Washington

Otras personalidades
- Marino Pizarro Premio Nacional de Ciencias de la Educación (1987)
- Roberto Munizaga Aguirre Premio Nacional de Educación (1979)
- Julio Montebruno Lopez historiador y geógrafo.
- Pedro Pablo Muñoz, ingeniero en minas, revolucionario y benefactor de La Higuera.
- Edmundo Urízar Ireland
- Gustavo Rivera Flores
- Alejandro Díaz Videla
- Otmar Rendic
- Alejandro Pino Uribe
- René Larraguibel Smith

- Juan Francisco Muñoz Barrera
- Pedro Regalado Segundo Videla
- Carlos Roberto Mondaca
- Jorge Peña Hen Músico y creador de las primeras Orquestas sinfónicas juveniles e infantiles

Por otro lado, personalidades como Ignacio Domeyko, Juan de Dios Pení, Adolfo Formas, Alfonso Calderón, Pedro Cantournet, José Ravest, Ricardo E. Latcham, Bernardo Ossandón, Elier Tabilo Buzeta, Dagoberto Campos, Franklin Castillo Azócar, Felipe Herrera, Jorge Miranda Herrera y Jorge Peña Hen, formaron parte de su planta docente.